# Alda Noni
Alda Noni (Trieste (Friül-Venècia Júlia), 30 d'abril, 1916 – Xipre, 19 de maig, 2011), va ser una soprano italiana.

## Biografia
Va estudiar piano i cant primer a la seva ciutat natal i després a Viena, debutant el 1937 a Ljubljana a El barber de Sevilla i després actuant a Zagreb i Belgrad.
De 1942 a 1947 va aparèixer regularment a l'Òpera Estatal de Viena en papers lletres lleugers en òperes de Mozart (Susanna, Zerlina, Despina), Rossini (Rosina), Donizetti (Adina), Verdi (Gilda, Violetta). El 1944 va ser escollida personalment per Richard Strauss per al paper de Zerbinetta, amb motiu del vuitanta aniversari del compositor. El 1946 va estar a l'Òpera del Festival de Glyndebourne i l'any 49 al Festival d'Edimburg.
Posteriorment va actuar als més importants teatres italians (entre d'altres La Scala, Opera di Roma, San Carlo di Napoli, Florència, Palerm) i estrangers (Londres, París, Madrid, Lisboa, Buenos Aires, Rio de Janeiro), sempre a papers principals de soprano de llum i coloratura de diverses èpoques, des del segle XVIII de Cimarosa i Paisiello fins al segle XX de Puccini (Musetta a La Bohème, Gianni Schicchi), Poulenc (Dialogues des Carmélites), Wolf Ferrari (El Campiello, Els Quatre Rusteghi).
Va realitzar una important activitat per a la RAI, participant en nombroses emissions radiofòniques d'obres completes, freqüentment editades en disc per Cetra.

## Repertori
| Rol                                | Títol                         | Autor        |
| ---------------------------------- | ----------------------------- | ------------ |
| Amina                              | La sonnambula                 | Bellini      |
| Gabriella                          | L'osteria portoghese          | Cherubini    |
| Carolina                           | Il matrimonio segreto         | Cimarosa     |
| Adina                              | L'elisir d'amore              | Donizetti    |
| Lucia Ashton                       | Lucia di Lammermoor           | Donizetti    |
| Norina                             | Don Pasquale                  | Donizetti    |
| Rosa                               | Le cantatrici villane         | Fioravanti   |
| Lady Harriet Dunham                | Martha                        | Flotow       |
| Gretel                             | Hänsel i Gretel               | Humperdinck  |
| Colombina                          | Le maschere                   | Mascagni     |
| Costanza                           | Die Entführung aus dem Serail | Mozart       |
| Susanna                            | Le nozze di Figaro            | Mozart       |
| Zerlina                            | Don Giovanni                  | Mozart       |
| Despina                            | Così fan tutte                | Mozart       |
| Regina della Notte Pamina Papagena | La flauta màgica              | Mozart       |
| Cecchina                           | La buona figliuola            | Piccinni     |
| Suor Costanza                      | Dialogues des Carmélites      | Poulenc      |
| Musetta                            | La bohème                     | Puccini      |
| Lauretta                           | Gianni Schicchi               | Puccini      |
| Liù                                | Turandot                      | Puccini      |
| Sofia                              | Il signor Bruschino           | Rossini      |
| Fanny                              | La cambiale di matrimonio     | Rossini      |
| Rosina                             | El barber de Sevilla          | Rossini      |
| Zerbinetta                         | Arianna a Nasso               | Strauss      |
| Flakermilli                        | Arabella                      | Strauss      |
| Cantante italiana                  | Capriccio                     | Strauss      |
| Ofelia                             | Hamlet                        | Thomas       |
| Gilda                              | Rigoletto                     | Verdi        |
| Violetta Valéry                    | La traviata                   | Verdi        |
| Oscar                              | Un ballo in maschera          | Verdi        |
| Nannetta                           | Falstaff                      | Verdi        |
| Fanciulla fiore                    | Parsifal                      | Wagner       |
| Marina                             | I quatro rusteghi             | Wolf-Ferrari |
| Susanna                            | Il segreto di Susanna         | Wolf-Ferrari |
| Gnese                              | Il campiello                  | Wolf-Ferrari |

## Discografia
- Ariadne auf Naxos, amb Maria Reiming, Max Lorenz, Paul Schoffler, Erich Kunz, dir. Karl Böhm - Viena en directe 1944 DG/Preiser/Myto
- La bohème (selecció), amb Margherita Carosio, Gianni Poggi, Paolo Silveri, dir. Victor de Sabata - en directe La Scala 1949 ed. Cetra/Mytho
- El matrimoni secret, amb Sesto Bruscantini, Cesare Valletti, Giulietta Simionato, dir. Manno Wolf-Ferrari - Cetra 1950
- El matrimoni secret, amb Sesto Bruscantini, Fedora Barbieri, Tito Schipa, Boris Christoff, Hilde Gueden, dir. Mario Rossi - en directe La Scala 1950 ed. Melodrama
- Les noces de Fígaro, amb Italo Tajo, Gabriella Gatti, Sesto Bruscantini, Iolanda Gardino, dir. Fernando Previtali - Cetra 1951
- Il signor Bruschino, amb Sesto Bruscantini, Afro Poli, Tommaso Soley, dir. Carlo Maria Giulini - en directe RAI-Milan 1951 ed. Melodrama/Walhall/GOP
- Falstaff, amb Mariano Stabile, Renata Tebaldi, Cloe Elmo, Paolo Silveri, Cesare Valletti, dir. Victor de Sabata - en directe La Scala 1951 ed. Cetra/New Era/Golden Work
- Le cantatrici villane, amb Sesto Bruscantini, Franco Calabrese, Agostino Lazzari, Fernanda Cadoni, dir. Mario Rossi - Cetra 1951
- Els quatre Rusteghi, amb Fernando Corena, Agnese Dubbini, Cristiano Dalamangas, dir. Alfredo Simonetto - Cetra 1952
- Don Pasquale, amb Sesto Bruscantini, Cesare Valletti, Mario Borriello, dir. Mario Rossi - Cetra 1952
- L'elisir d'amore, amb Cesare Valletti, Sesto Bruscantini, Afro Poli, dir. Gianandrea Gavazzeni - Cetra 1952
- La flauta màgica (Papagena), amb Nicolai Gedda, Elisabeth Schwarzkopf, Giuseppe Taddei, Rita Streich, Mario Petri, dir. Herbert von Karajan - en directe RAI-Roma 1953 ed. Mite/Urania/Walhall
- Les noces de Fígaro, amb Italo Tajo, Renata Tebaldi, Scipio Colombo, Giulietta Simionato, dir. Ionel Perlea - en viu Nàpols 1954 ed. Clàssic Hardy
- L'elisir d'amore (DVD), amb Cesare Valletti, Renato Capecchi, Giuseppe Taddei, dir. Mario Rossi - RAI video 1954 ed. BCS
- L'elisir d'amore, amb Cesare Valletti, Renato Capecchi, Giuseppe Taddei, dir. Mario Rossi - ed. GOP (versió d'àudio de l'anterior)
- Don Pasquale (DVD), amb Italo Tajo, Cesare Valletti, Sesto Bruscantini, dir. Alberto Erede - vídeo-RAI 1955 ed. Hardy Classic/BCS
- Don Giovanni (Zerlina), amb Giuseppe Valdengo, Sesto Bruscantini, Birgit Nilsson, Sena Jurinac, Anton Dermota, dir. Karl Böhm - en viu Nàpols 1955 ed. Melodram d'or
- Les noces de Fígaro, amb Giuseppe Taddei, Orietta Moscucci, Antonio Cassinelli, Giulietta Simionato, dir. Vittorio Gui - en directe Tòquio 1956 ed. Gala
- L'elisir d'amore (DVD), amb Ferruccio Tagliavini, Paolo Montarsolo, Arturo La Porta, dir. Alberto Erede - en directe Tòquio 1959 ed.VAI/Encore

## Filmografia
- Der weiße Traum, director, Géza von Cziffra (1943)